# Râul Târgului, Râul Doamnei
Râul Târgului este un râu care curge în județul Argeș, România. Își are izvorul în Munții Iezer-Păpușa, curge prin municipiul Câmpulung Muscel și se varsă în râul Râul Doamnei în apropiere de Colibași. Râul Târgului se formează din două brațe: Cuca și Bătrâna.
Pe Râul Târgului a fost construit Barajul Râușor.

## Hărți
- Harta Județul Argeș
- Munții Iezer  Arhivat în 11 februarie 2012, la Wayback Machine.
- Munții Făgăraș  Arhivat în 8 septembrie 2013, la Wayback Machine.
- Alpinet - Munții Făgăraș